# Stroje ludowe w Polsce
Polskie stroje ludowe – określenie stosowane na ubiory codzienne i odświętne używane przez większość polskich grup etnograficznych. Okres największego rozwoju strojów ludowych przypada na 2. połowę XIX i początek XX wieku, kiedy uwłaszczenie chłopów, rozwój gospodarki towarowej oraz przemysłu, spowodowały wzrost zamożności chłopów. W okresie międzywojennym strój ludowy zaczął być traktowany jako odzież odświętna, noszona na wielkie okazje, a nie jako ubiór codziennego użytku. Wygląd stroju uzależniony był od regionu Polski, gdzie powstawał, warunków klimatycznych, typu gospodarki, stosunków społeczno-gospodarczych oraz historii miejsca, w którym powstawał. Pomysły na stroje często czerpano ze strojów szlacheckich i mieszczańskich, mundurów wojskowych. Wpływ miała również moda europejska okresu baroku i renesansu. Zdobienie stroju zależało od zamożności grup etnograficznych i indywidualnie właściciela. Stroje ludowe w Polsce należy odróżnić od polskiego stroju narodowego, który wywodzi się od ubioru szlacheckiego (sarmackiego lub kontuszowego) używanego w całej Rzeczypospolitej w XVIII wieku i w okresie zaborów stał się strojem polskim o charakterze ogólnonarodowym.

## Terminologia
W badaniach etnograficznych stosuje się podstawowe rozróżnienie na odzież ludową (traktowaną jako ubiór codzienny, nie zawsze posiadający cechy regionalne, składający się z podstawowych części odzienia wraz z dodatkami) oraz strój ludowy (na określenie ubioru odświętnego, uroczystego, reprezentacyjnego, w tym obrzędowego). Odzież ludowa pełniła funkcje: praktyczne, estetyczne, magiczne, określała wiek i pozycję społeczną (w społeczności i rodzinie) oraz zawód, reprezentacyjne, świąteczne i obrzędowe. W społecznościach tradycyjnych odzież ludowa (codzienna) i odświętna wskazywała na przynależność społeczną (np. do konkretnej parafii), pozwalała określić stopień zamożności użytkowników, upodobania estetyczne oraz różnice regionalne. 

## Badania nad strojami ludowymi w Polsce
Zainteresowanie polskimi strojami ludowymi zaczęło się pod koniec XVIII wieku, podobnie jak w pozostałych krajach europejskich i rozwinęło się w XIX wieku. Pierwsze opracowania były autorstwa Łukasza Gołębiowskiego (Ubiory w Polsce od najdawniejszych czasów aż do chwil obecnych, Kraków 1831), Bogumiła Hoffa (Lud cieszyński, jego właściwości i siedziby. Obraz etnograficzny, Warszawa 1988), Jędrzeja Kitowicza (Opis obyczajów za panowania Augusta III, Poznań 1840-41), Oskara Kolberga (Lud. Jego zwyczaje, sposób życia, mowa, podania, przysłowia, obrzędy, gusła, zabawy, pieśni, muzyka i tańce, 1857-1890), Walerego Eljasza Radzikowskiego (Ubiory w Polsce i u sąsiadów od IX-XV w., Kraków 1879-1899), Leona Zienkowicza (Stroje narodu polskiego z wiernym opisem jego obyczajów zwyczajów i sposobu bycia, Paryż 1841). 

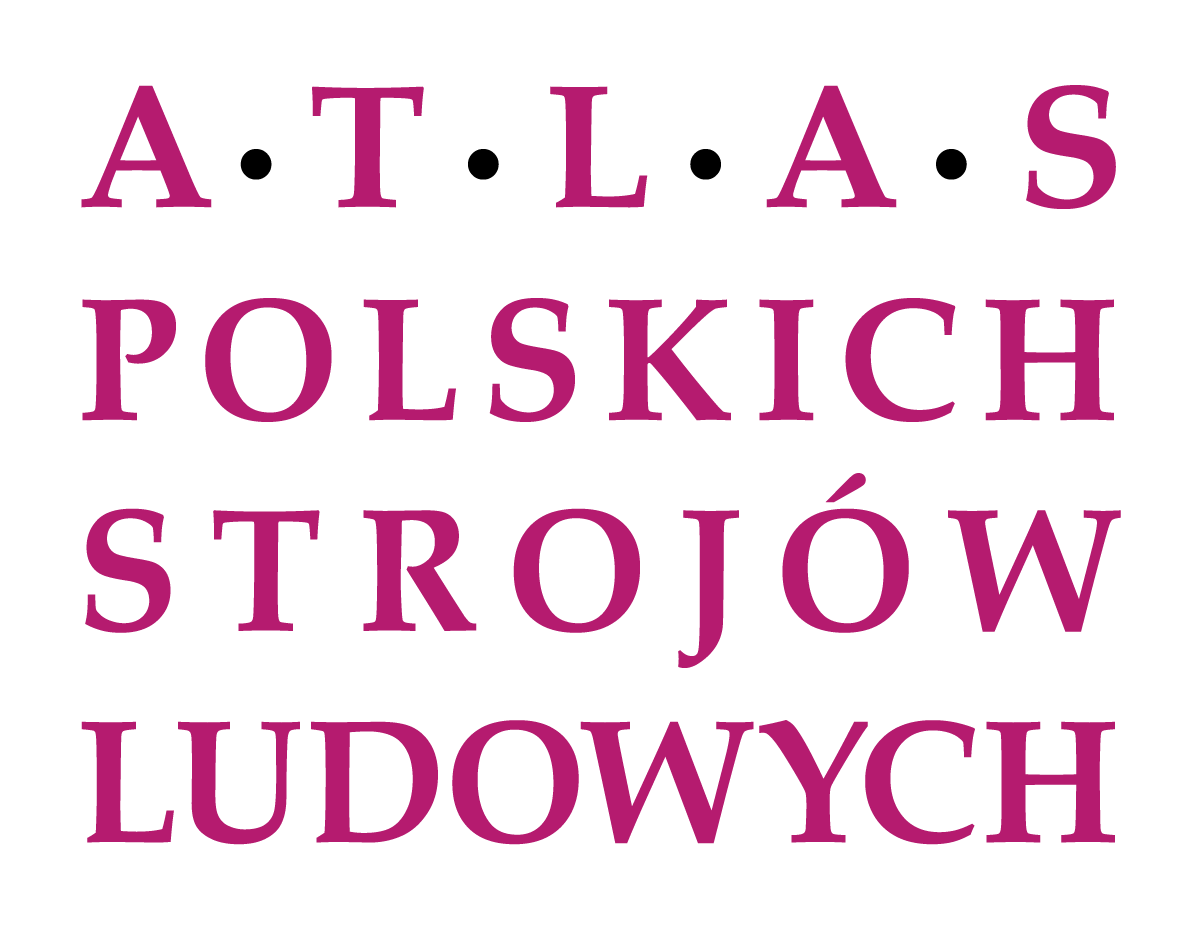
Logo serii wydawniczej Atlas Polskich Strojów Ludowych

Od 1949 roku Polskie Towarzystwo Ludoznawcze wydaje opracowania strojów ludowych w zeszytach o charakterze monografii regionalnych pod tytułem Atlas Polskich Strojów Ludowych. 

## Klasyfikacja strojów ludowych wg typu
Klasyfikacja zaproponowana przez Ewę Fryś-Pietraszkową uwzględnia materiał, z którego został wykonany strój, typ kroju oraz sposób jego zdobienia:
1. Ubiory wykonane z naturalnych, niebarwionych surowców (wybielone płótno, tkaniny lniano-wełniane, folowane sukno) o archaicznym kroju. Do tej grupy zalicza się stroje ze wschodnich regionów Polski (strój biłgorajsko-tarnogrodzki) i południowych (strój górali beskidzkich)[7];
2. Ubiory wykonane z tkanin samodziałowych w kolorowe pasy, prążki lub kratkę. Rozpowszechnione na terenie Polski środkowej, od Podhala do Wielkopolski (m.in. strój radomski, strój łowicki, strój kurpiowski, strój sieradzki, strój opoczyński, strój łęczycki)[8];
3. Ubiory szyte z tkanin manufakturowych lub importowanych i fabrycznych, o nieludowych formach krojów inspirowanych strojami szlacheckimi i mieszczańskimi. Występowały na terenie Polski północno-zachodniej, na terenie Pomorza, Wielkopolski i Kujaw, Dolnego Śląska i Śląska (m.in. strój kujawski, strój kaszubski, strój kociewski, strój bamberski, strój krakowski, strój cieszyński, strój żywiecki)[9].

## Klasyfikacja strojów ludowych według układu regionalnego
Najczęściej stosowana klasyfikacja jest monograficzny układ regionalny, w którym do każdego regionu etnograficznego przypisane są konkretne typu strojów. Podstawą klasyfikacji jest wyodrębnienie pięciu regionów historycznych: Pomorze, Wielkopolska i Kujawy, Śląsk, Mazowsze, Sieradzkie i Łęczyckie, Małopolska.

### Stroje pomorskie

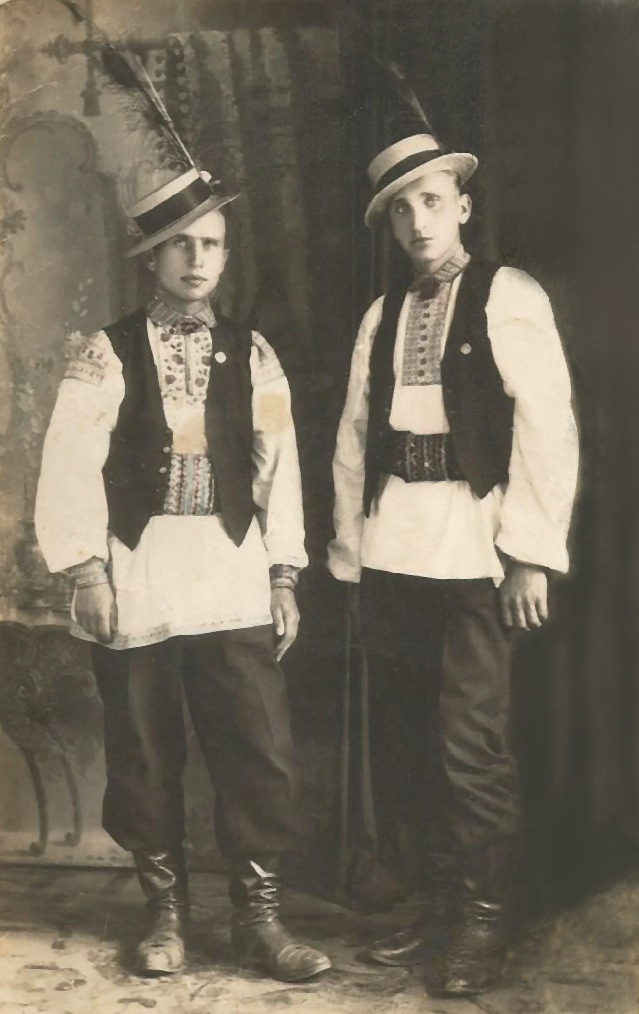
Kawalerowie w strojach krzczonowskich - początek XX wieku

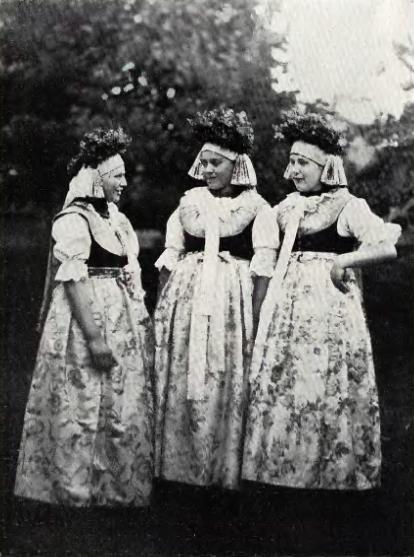
Dziewczęta w strojach rozbarsko-bytomskich, 1933

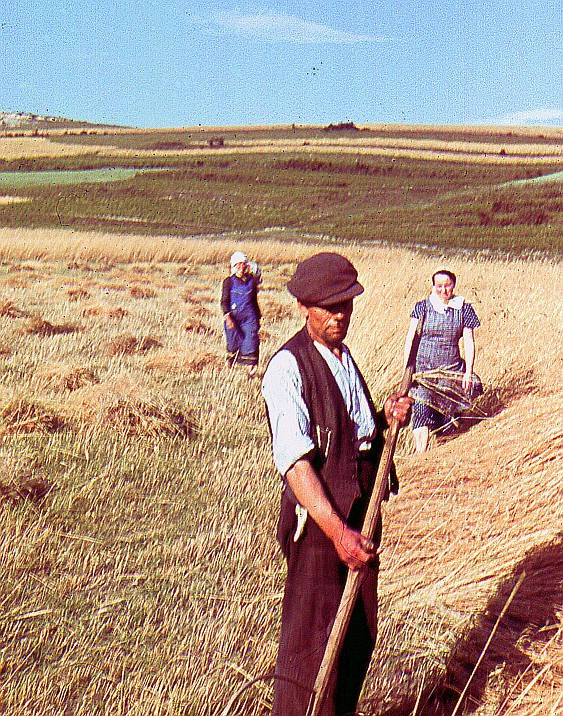
Chłopi podczas żniw w Libiążu (1938), fotografia barwna

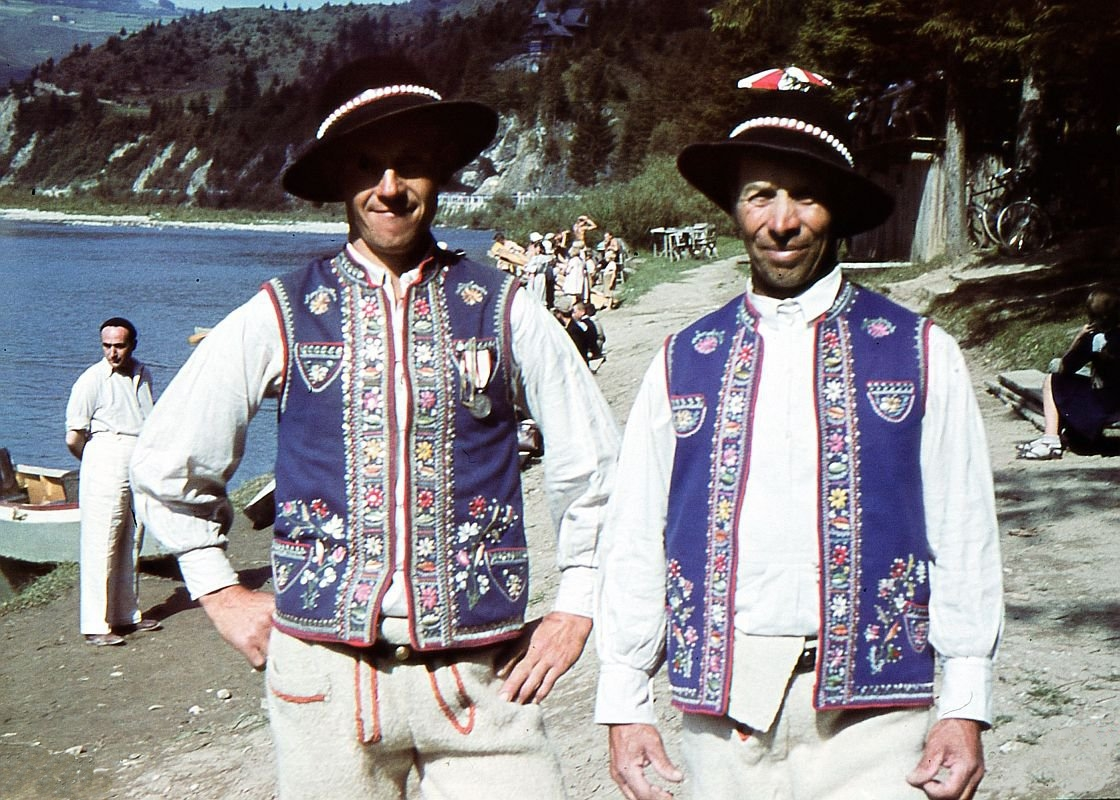
Górale, Szczawnica (1939), fotografia barwna

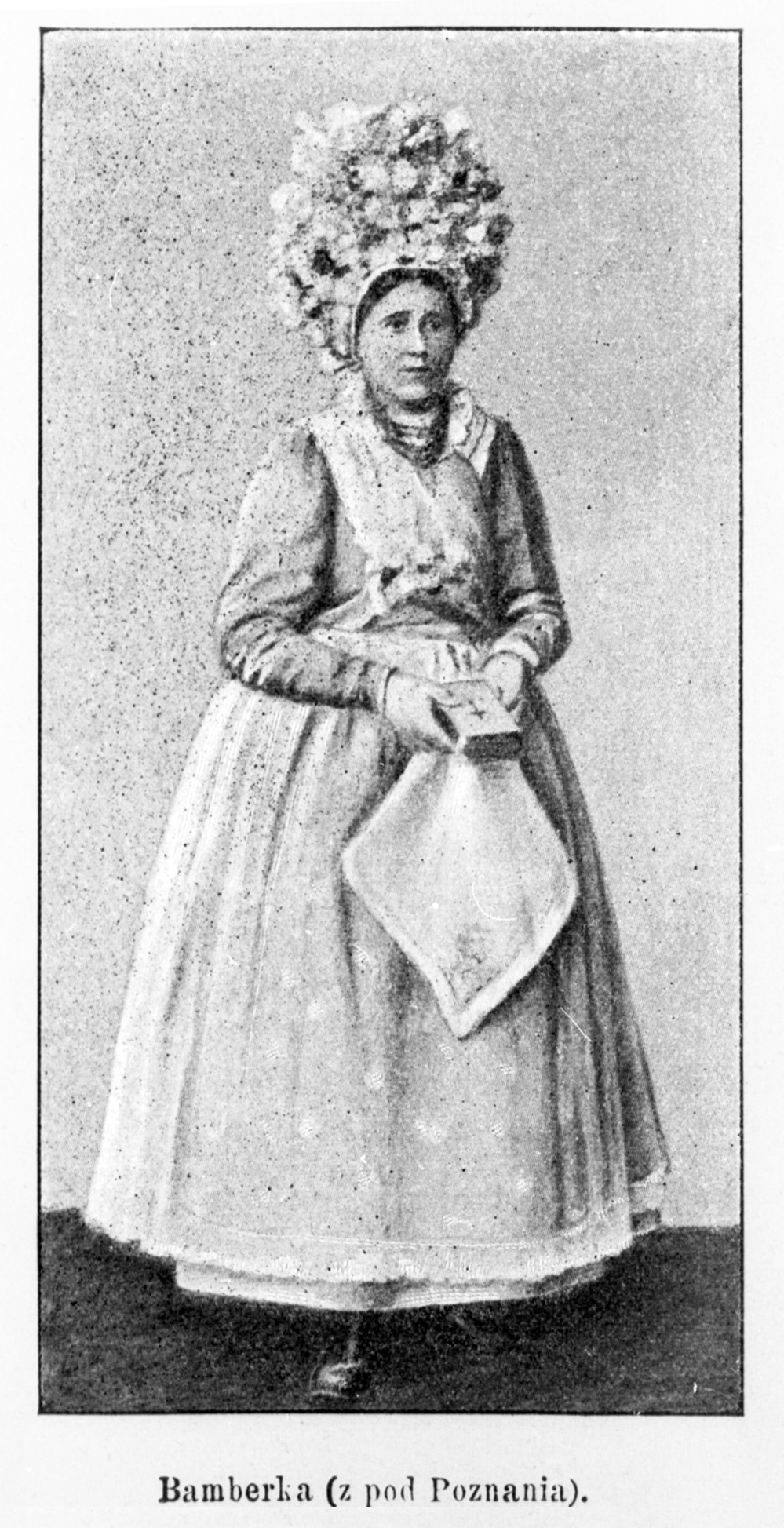
Bamberka w stroju odświętnym

- strój pyrzycki
- strój słowiński
- strój kaszubski
- strój kociewski
- strój borowiacki
- strój tucholski
- strój chełmiński
- strój lubawski
- strój michałowski
- strój dobrzyński
- strój żuławski
- strój powiślański
- strój warmiński
- strój mazurski

### Stroje wielkopolskie i kujawskie
- strój kujawski
- strój krajeński
- strój pałucki
- strój kaliski
- strój bamberski (Bambrów poznańskich)
- strój poznański wiejski
- strój biskupiański
- strój szamotulski
- strój międzyrzecko-babimojski (lubuski)
- strój hazacki (Hazacy)
- strój kościański

#### Lista strojów ludowych z Dolnego Śląska

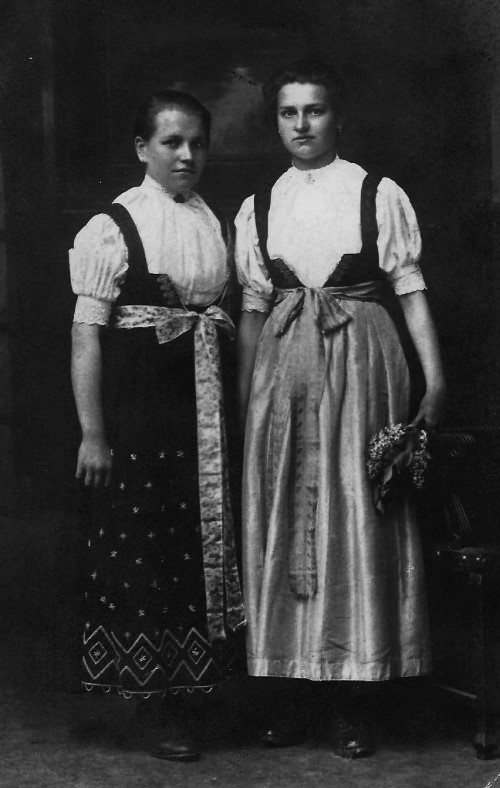
Strój cieszyński mieszczański

### Stroje śląskie

#### Lista strojów ludowych zDolnego Śląska[11]
- strój jeleniogórski
- strój kaczawsko-nadbobrzański
- strój karkonoski
- strój kłodzki
- strój wałbrzyski
- strój wrocławski
- stroje głogowskie (osobna grupa)
- strój z rejonu Nysy[a]

#### Lista strojów ludowych zGórnego Śląska

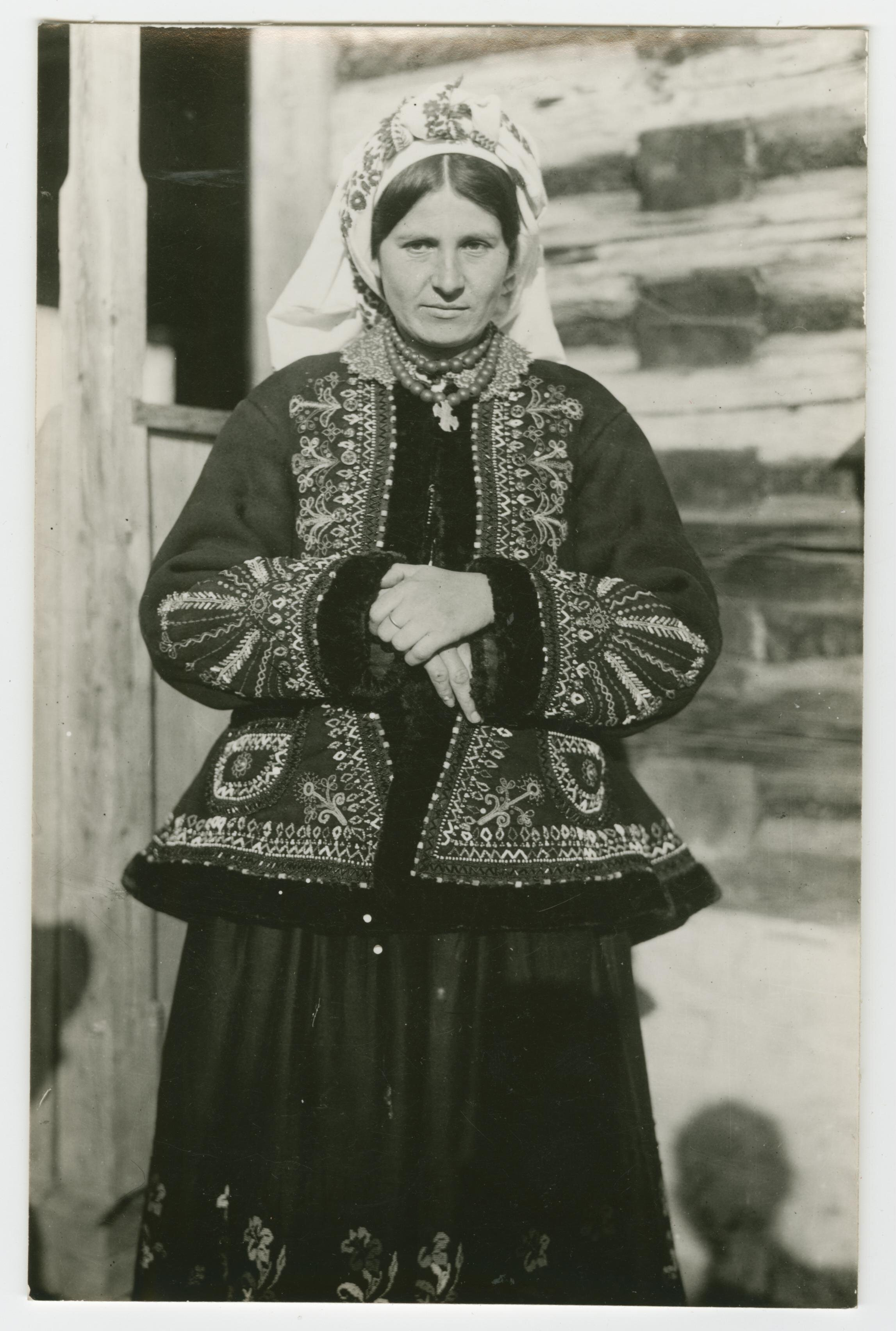
Kobieta w stroju Lachów Sądeckich

- strój cieszyński
- strój pszczyński
- strój raciborski
- strój rozbarski (górzański)
- strój Jacków jabłonkowskich
- stroje Górali śląskich
- strój Górali czadeckich
- strój Lachów śląskich
- strój kozielski

### Stroje mazowieckie, sieradzkie i łęczyckie
- strój łęczycki
- strój piotrkowski (wolborski)
- strój sieradzki
- strój wieluński
- strój biłgorajsko-tarnogrodzki
- strój podlaski nadbużański
- Strój krzczonowskistrój krzczonowski
- strój łukowski
- strój radzyński
- strój włodawski
- strój chełmski

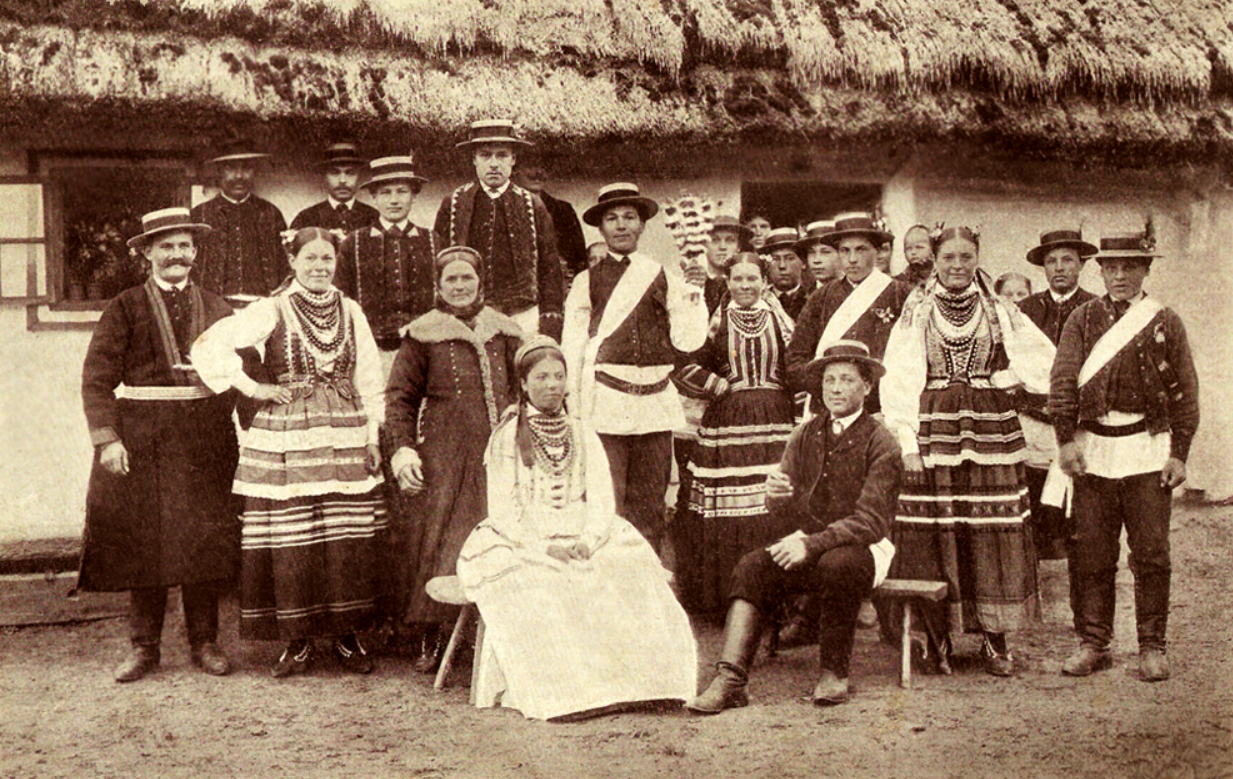
Strój krzczonowski

- strój kurpiowski z Puszczy Zielonej
- strój kurpiowski z Puszczy Białej
- strój łowicki
- strój wilanowski z nadwiślańskiego Urzecza
- strój sannicki
- strój kołbielski

### Stroje małopolskie, w tym góralskie

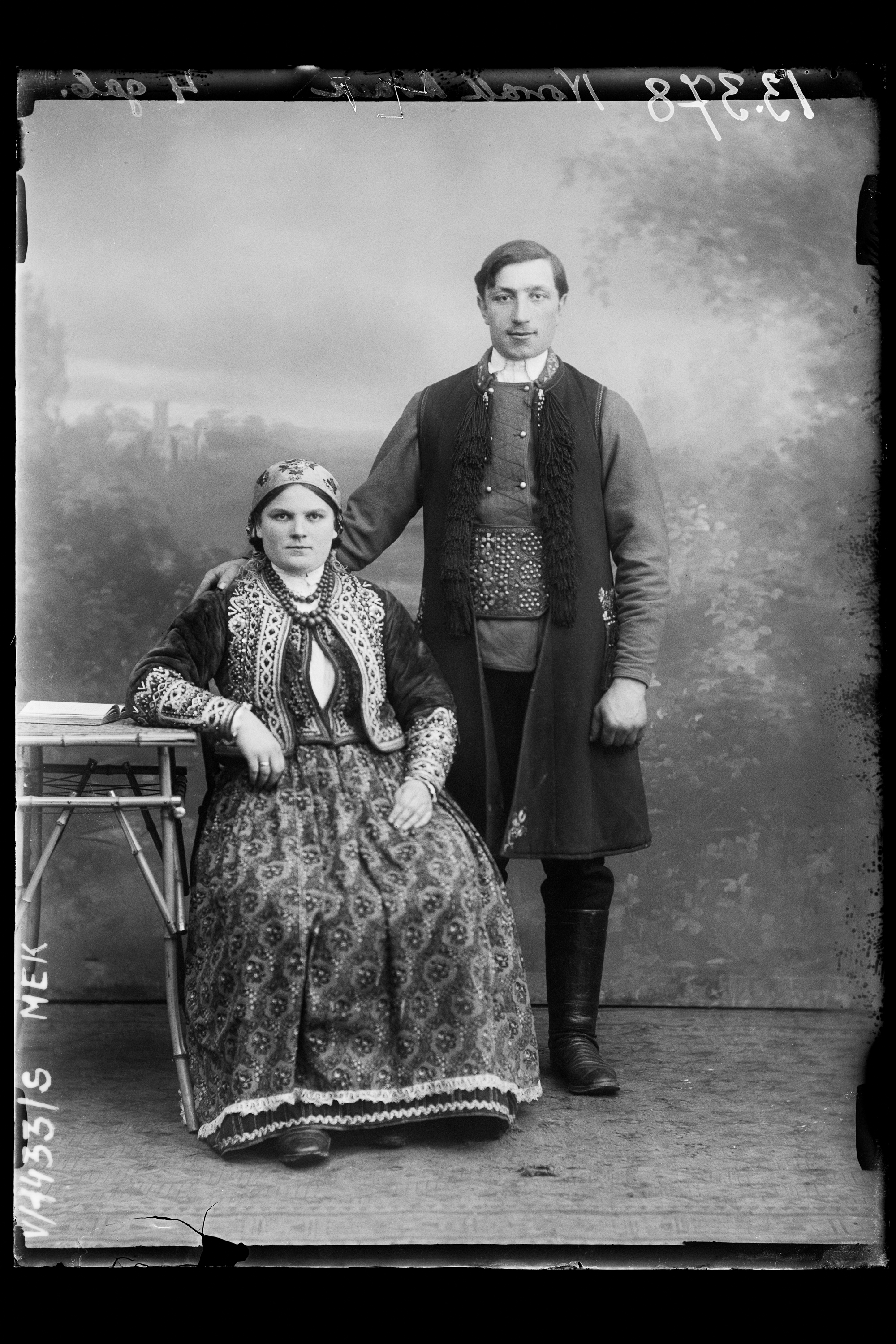
Adam Nowak z żoną, ubrani w stroje krakowskie

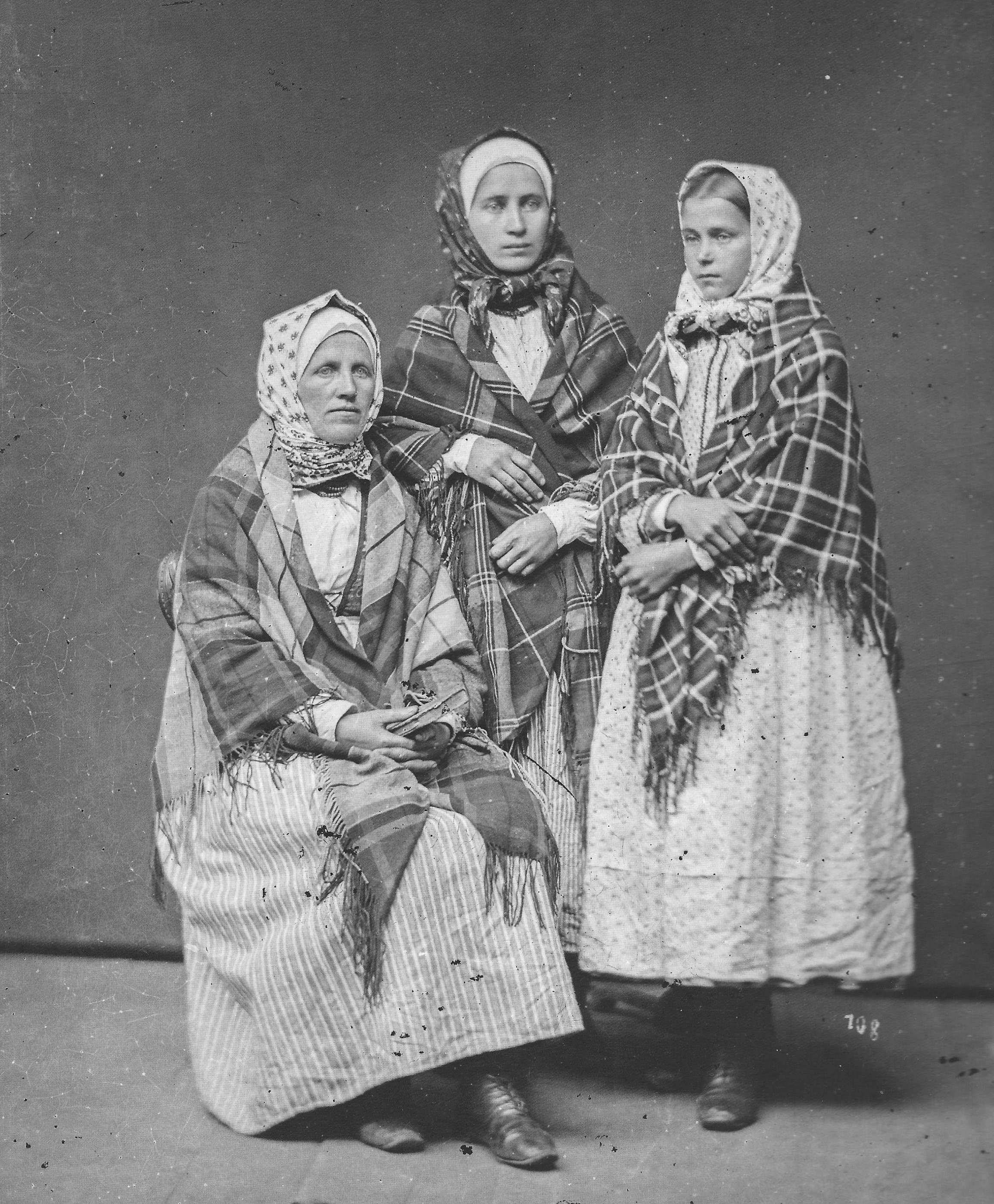
Kobiety w strojach wilamowskich

#### Lista strojów ludowych małopolskich

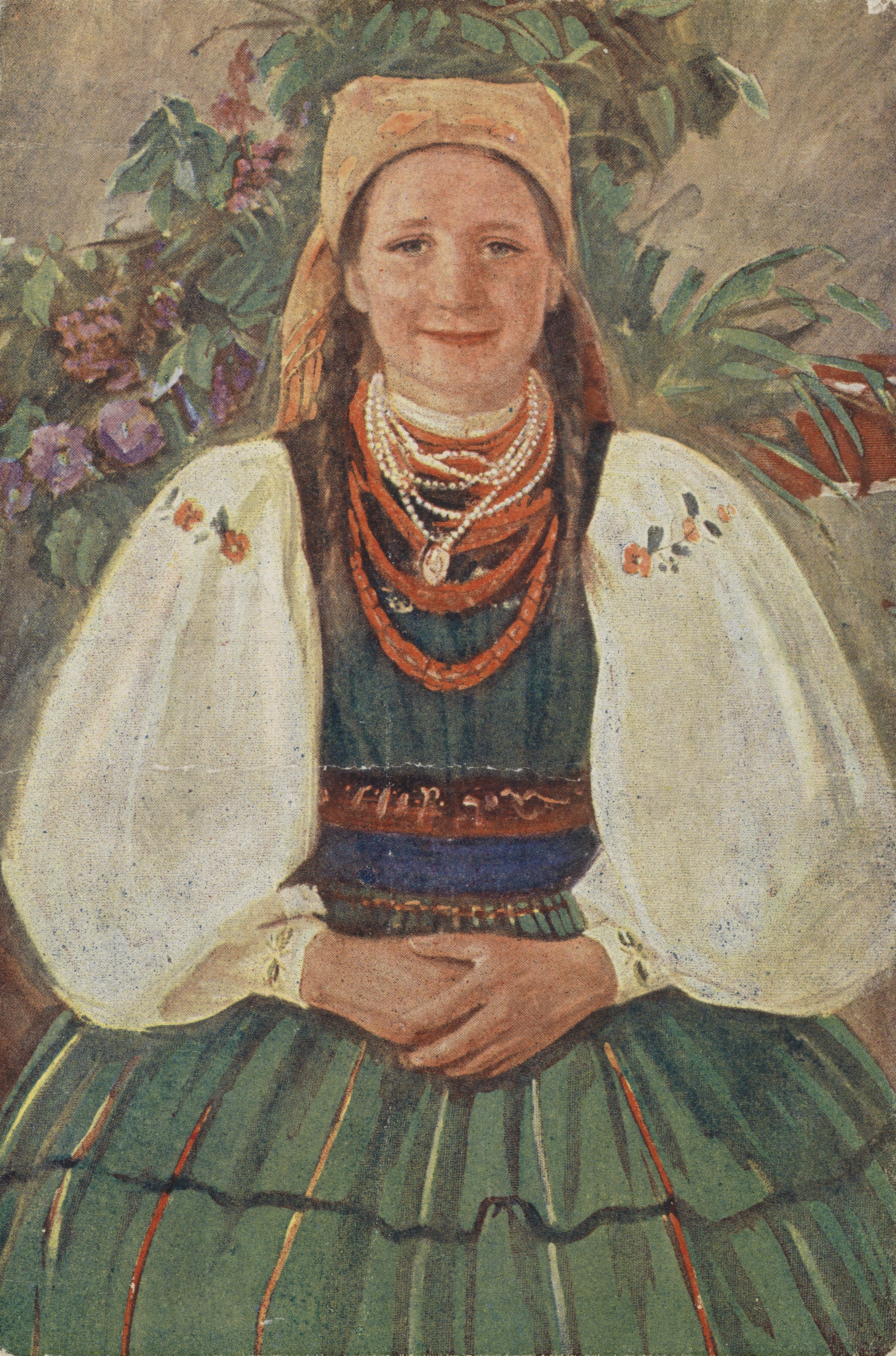
,,Łowiczanka. Obraz ukazuje dziewczynę w stroju łowickim (zwanym też księżackim).

- strój częstochowski
- strój kielecko-włoszczowski
- strój krakowski
- strój Lachów sądeckich
- strój opoczyński
- strój radomski
- strój rzeszowski
- strój sandomierski
- strój świętokrzyski
- strój wilamowski
- strój zagłębiowski
- strój przeworski
- strój łańcucki
- strój pogórzański

#### Lista strojów ludowych góralskich
- strój górali beskidzkich
- strój górali podhalańskich
- strój górali żywieckich
- strój górali babiogórskich
- strój spiski
- strój orawski
- strój górali sądeckich
- strój górali wiślańskich
- strój górali pienińskich
- stroje Łemków
- stroje Bojków